# Kevin Van Dessel
Kevin Van Dessel (Kapellen, 9 aprile 1979) è un ex calciatore belga, di ruolo centrocampista, tecnico del Roda JC.

## Palmarès

### Club

#### Competizioni nazionali
- Coppa dei Paesi Bassi: 1

Roda JC: 1999-2000